# Шеремета, Камил
Камил Шеремета (пол. Kamil Szeremeta; род. 11 октября 1989, Белосток, Польша) — польский боксёр-профессионал, выступающий в первой средней и в средней весовых категориях. Золотой, и бронзовый призёр чемпионата Польши. В 2010 году в финале турнира «Феликс Штамм» он победил двукратного на тот момент чемпиона мира, казахстанца — Серика Сапиева.

## Любительская карьера
Уже на первой тренировке наставник Миколай Нос сказал, что Шеремета станет чемпионом Польши. Начинающий спортсмен тренировался каждый день в течение года, пропустив только одно занятие из-за православного праздника. В любительском боксе выиграл бронзовую медаль в полусреднем весе на чемпионате Польши 2008 года.
За свою любительскую карьеру Шеремета принял участие в 192 боях, из них 168 выиграл, 22 проиграл, 2 ничьи. В 2010 г. в финале турнира «Феликс Штамм» он победил двукратного на тот момент чемпиона мира, казахстанца-Серика Сапиева.

## Профессиональная карьера
Дебют
Профессиональная спортивная биография Шереметы началась 2 декабря 2012 года, когда он одержал победу в четвертом раунде над Яношом Лакатошем на Osir Huragan Arena в Воломине, Польша. Чтобы выйти на ринг, боксер подписал контракт с компанией Дариуша Снарского Boxing Production, куда уже входили бывшие друзья по любительскому спорту.
Бой с Кассимой Оумой
В 2016-м Камил победил мощного средневеса из Уганды Кассима Оуму. Шеремета проводил успешные комбинации ударов, умело держал дистанцию и контролировал бой.
Бой с Алессандро Годди за пояс чемпиона Европы
В феврале 2018 года поляк во втором раунде нокаутировал итальянца Алессандро Годди и завоевал пояс чемпиона Европы по версии EBU в среднем весе. К этому бою поляк готовился около года, в том числе посещал тренировочный лагерь в горах. Уже в начале схватки два раза сильно ударил в челюсть, и Годди чудом устоял на ногах. После победы Шеремета занял 19-ю строчку мирового рейтинга боксеров в своей категории.
Бой с Рубеном Диасом
В сентябре защитил титул в бою против Рубена Диаса, оформив нокаут в десятом раунде. Ближе к концу поединка испанцу пришлось драться с порезом под правым глазом, и Камил не дал ему передышки, обрушив серию безжалостных ударов.
Бой с Эдвином Паласиосом
В июле 2019 года чемпион Европы сразился с никарагуанцем Эдвином Паласиосом, победив по очкам. Белосточанин не разгонял темп, боксировал статично и наносил одиночные удары. Противник сидел в глухой обороне, что сделало бой трудным и бедным на события.
Первый бой в США с Оскаром Кортесом
6 октября 2019 года Камил дебютировал в США, одолев мексиканца Оскара Кортеса. Поединок стал третьим в андеркарте вечера бокса на арене Madison Square Garden в Нью-Йорке. Он был рассчитан на восемь раундов, но завершился во втором техническим нокаутом. Главным событием вечера стал бой между Геннадием Головкиным и украинцем Сергеем Деревянченко.
Бой с Геннадием Головкином
18 декабря 2020 года Шеремета вышел на бой с обладателем титулов IBF и IBO казахстанцем Геннадием Головкином. Поединок завершился досрочно после седьмого раунда. Команда Шереметы отказалась от продолжения боя. Весь бой Геннадий доминировал, казахстанец несколько раз отправил Шеремету в нокдаун. После очередного избиения угол поляка выбросил белое полотенце. Судьи засчитали победу техническим ннокдауном. Шеремета потерпел первое поражение в карьере.

## Статистика профессиональных боёв
В таблице перечислены результаты всех поединков боксёров.
В каждой строке указан результат поединка. Дополнительно номер поединка обозначен цветом, который обозначает итог поединка. Расшифровка обозначений и цветов представлена в нижеследующей таблице.
| Пример | Расшифровка                     |
| ------ | ------------------------------- |
|        | Победа                          |
|        | Ничья                           |
|        | Поражение                       |
|        | Планируемый поединок            |
|        | Поединок признан несостоявшимся |
| КО     | Нокаут                          |
| ТКО    | Технический нокаут              |
| PTS    | Решение судей (по очкам)        |
| UD     | Единогласное решение судей      |
| MD     | Решение большинства судей       |
| SD     | Раздельное решение судей        |
| RTD    | Отказ от продолжения боя        |
| DQ     | Дисквалификация                 |
| NC     | Поединок признан несостоявшимся |

| 25 поединков, 22 победы (6 нокаутом), 1 ничья, 2 поражения. | 25 поединков, 22 победы (6 нокаутом), 1 ничья, 2 поражения. | 25 поединков, 22 победы (6 нокаутом), 1 ничья, 2 поражения. | 25 поединков, 22 победы (6 нокаутом), 1 ничья, 2 поражения. | 25 поединков, 22 победы (6 нокаутом), 1 ничья, 2 поражения. | 25 поединков, 22 победы (6 нокаутом), 1 ничья, 2 поражения. | 25 поединков, 22 победы (6 нокаутом), 1 ничья, 2 поражения. | 25 поединков, 22 победы (6 нокаутом), 1 ничья, 2 поражения.                               |
| Бой                                                         | Рекорд                                                      | Дата боя                                                    | Соперник                                                    | Место проведения боя                                        | Раундов, время                                              | Результат                                                   | Дополнительно                                                                             |
| ----------------------------------------------------------- | ----------------------------------------------------------- | ----------------------------------------------------------- | ----------------------------------------------------------- | ----------------------------------------------------------- | ----------------------------------------------------------- | ----------------------------------------------------------- | ----------------------------------------------------------------------------------------- |
| 23                                                          | 21-2                                                        | 19 июня 2021                                                | Хайме Мунгия (36-0)                                         | Эль-Пасо, Техас, США                                        | RTD6 (12)                                                   | Поражение                                                   | Бой за титул чемпиона по версии WBO Inter-Continental (1-я защита Мунгии) в среднем весе. |
| 22                                                          | 21-1                                                        | 18 декабря 2020                                             | Геннадий Головкин (40-1-1)                                  | Seminole Hard Rock Hotel & Casino, Холливуд, Флорида, США   | RTD7 (12), 3:00                                             | Поражение                                                   | Бой за титул чемпиона мира по версии IBF (1-я защита Головкина) в среднем весе.           |
| 21                                                          | 21-0                                                        | 5 октября 2019                                              | Оскар Кортес (27-4)                                         | Мэдисон-сквер-гарден , Нью-Йорк, США                        | TKO2 (8) 0:45                                               | Победа                                                      | Первый бой в США.                                                                         |
| 20                                                          | 20-0                                                        | 6 июля 2019                                                 | Эдвин Паласиос (12-9-1)                                     | Stadion Miejski, Жешув, Польша                              | UD (8)                                                      | Победа                                                      |                                                                                           |
| 19                                                          | 19-0                                                        | 9 марта 2019                                                | Эндрю Франсиллетт (21-1-1)                                  | Дворец Литтораль, Гранд-Синт, Франция                       | UD (12)                                                     | Победа                                                      | Сохраненный титул чемпиона Европы в среднем весе.                                         |
| 18                                                          | 18-0                                                        | 22 сентября 2018                                            | Рубен Диас (25-1-1)                                         | Hala Sportowa im, Ломжа, Польша                             | KO10 (12)                                                   | Победа                                                      | Сохраненный титул чемпиона Европы в среднем весе.                                         |
| 17                                                          | 17-0                                                        | 23 февраля 2018                                             | Алессандро Годди (33-2-1)                                   | Palasport V.le, Рим, Италия                                 | TKO2 (10)                                                   | Победа                                                      | Выиграл вакантный титул чемпиона Европы в среднем весе.                                   |
| 16                                                          | 16-0                                                        | 22 апреля 2017                                              | Себастьян Скшипчиньский (12-14-2)                           | Arena Hall, Легионово, Польша                               | UD (8)                                                      | Победа                                                      |                                                                                           |
| 15                                                          | 15-0                                                        | 25 февраля 2017                                             | Хосе Антонио Вильялобос (9-3-2)                             | Azoty Arena , Щецин, Польша                                 | UD (8)                                                      | Победа                                                      |                                                                                           |
| 14                                                          | 14-0                                                        | 20 августа 2016                                             | Кассим Оума (29-9-1)                                        | Амфитеатр, Мендзыздрое, Польша                              | UD (10)                                                     | Победа                                                      |                                                                                           |
| 13                                                          | 13-0                                                        | 20 февраля 2016                                             | Артём Карпец (21-0)                                         | Arena Hall, Легионово, Польша                               | RTD5 (8)                                                    | Победа                                                      |                                                                                           |
| 12                                                          | 12-0                                                        | 26 сентября 2015                                            | Патрик Менди (16-8-1)                                       | Атлас Арена, Лодзь, Польша                                  | UD (8)                                                      | Победа                                                      |                                                                                           |
| 11                                                          | 11-0                                                        | 22 августа 2015                                             | Артур Херман (16-8-1)                                       | Амфитеатр, Мендзыздрое, Польша                              | UD (10)                                                     | Победа                                                      |                                                                                           |
| 10                                                          | 10-0                                                        | 18 апреля 2015                                              | Рафал Яцкевич (46-12-2)                                     | Arena Hall, Легионово, Польша                               | UD (10)                                                     | Победа                                                      |                                                                                           |
| 9                                                           | 9-0                                                         | 5 декабря 2014                                              | Хосе Йебес (12-5-1)                                         | Kopalnia Soli, Величка, Польша                              | UD (8)                                                      | Победа                                                      |                                                                                           |
| 8                                                           | 8-0                                                         | 18 октября 2014                                             | Ховард Косполит (10-3-1)                                    | Новы-Двур-Мазовецки, Польша                                 | UD (8)                                                      | Победа                                                      |                                                                                           |
| 7                                                           | 7-0                                                         | 26 апреля 2014                                              | Лукаш Вавжичек (19-2-2)                                     | Arena Hall, Легионово, Польша                               | UD (8)                                                      | Победа                                                      |                                                                                           |
| 6                                                           | 6-0                                                         | 15 марта 2014                                               | Иво Гогошевич (5-1-1)                                       | Hotel Arłamów, Арламов, Польша                              | TKO3 (6), 2:50                                              | Победа                                                      |                                                                                           |
| 5                                                           | 5-0                                                         | 19 октября 2013                                             | Даниэль Урбаньский (21-13-3)                                | Kolpania Soli, Величка, Польша                              | UD (6)                                                      | Победа                                                      |                                                                                           |
| 4                                                           | 4-0                                                         | 29 июня 2013                                                | Исмаил Тебоев (7-3-1)                                       | Амфитеатр, Оструда, Польша                                  | MD (6)                                                      | Победа                                                      |                                                                                           |
| 3                                                           | 3-0                                                         | 18 мая 2013                                                 | Роберт Таларек (1-0-1)                                      | Arena Hall, Легионово, Польша                               | MD (4)                                                      | Победа                                                      |                                                                                           |
| 2                                                           | 2-0                                                         | 9 декабря 2012                                              | Денис Макар (3-10-1)                                        | Hala Sportowa, Бялобжеги, Польша                            | UD (4)                                                      | Победа                                                      |                                                                                           |
| 1                                                           | 1-0                                                         | 2 декабря 2012                                              | Янош Лакатош (2-12)                                         | OSiR Huragan Arena, Воломин, Польша                         | UD (4)                                                      | Победа                                                      | Профессиональный дебют.                                                                   |
| Бой                                                         | Рекорд                                                      | Дата                                                        | Соперник                                                    | Место проведения боя                                        | Раундов, время                                              | Результат                                                   | Дополнительно                                                                             |

## Семья
Шеремета рос с двумя братьями. Отец мечтал стать боксёром, но из-за болезни не получилось. В детстве Камил мечтал о космонавтике, но мать сказала, что для этого нужно хорошо учиться в школе, и он бросил эту затею. Первым увлечением в спорте стал футбол. После матчей команды дрались в раздевалке. Боксом занялся в 12 лет. У Шереметы есть супруга Аня и двое детей: сын Бартек и дочь Амелька.